# Jaume Huguet i Garcia
Jaume Huguet i Garcia (Montcada i Reixac, 27 d'agost de 1959) fou un futbolista català de la dècada de 1980.

## Trajectòria
Es formà al planter del FC Barcelona, arribant a jugar diverses temporades al Barcelona Atlètic. Amb el primer equip només disputà un partit de lliga, la temporada 1979-80 sota les ordres de l'entrenador Quimet Rifé. Jugà cedit al CE Europa la temporada 1981-82 i el 1984 ingressà al Calvo Sotelo CF de Puertollano. Els seus millors anys els passà al CD Logroñés, on jugà quatre temporades, dues d'elles a primera divisió, després d'assolir-ne l'ascens. Aquests anys arribà a superar el rècord d'imbatibilitat d'un porter a camp propi, que fins aleshores ostentava Andoni Zubizarreta (9 partits). Acabà la seva carrera al CE Sabadell.